# Отербах (Вестпфалц)
Отербах (њем. Otterbach) општина је у њемачкој савезној држави Рајна-Палатинат. Једно је од 50 општинских средишта округа Кајзерслаутерн. Према процјени из 2010. у општини је живјело 4.053 становника. Посједује регионалну шифру (AGS) 7335034.

## Географски и демографски подаци
Отербах се налази у савезној држави Рајна-Палатинат у округу Кајзерслаутерн. Општина се налази на надморској висини од 215 метара. Површина општине износи 6,2 km². У самом мјесту је, према процјени из 2010. године, живјело 4.053 становника. Просјечна густина становништва износи 654 становника/km².